# Llista de comtes de Xampanya
El comtat de Xampanya neix de la fusió entre els comtats de Meaux i Troyes, al centre de França, i que forma part de l'actual regió de Xampanya.

## Comtes de Meaux i de Troyes

### Casal de Vermandois
- ?-967: Robert de Vermandois, comte de Meaux (943-967) i Troyes (956-967), fill de Herbert II
- 967-995: Herbert de Vermandois, comte de Meaux i Troyes, fill de l'anterior
- 995-1022: Esteve I de Troyes, comte de Meaux i Troyes, fill de l'anterior

### Casal de Blois

Escut d'armes dels comtes de Xampanya

- 1022-1037: Eudes I, comte de Blois (Eudes II), Reims, Meaux i Troyes (Eudes III), cosí de l'anterior
- 1037-1047: Esteve II, comte de Meaux i Troyes, fill de l'anterior
- 1047-1066: Eudes II, comte de Meaux i Troyes (Eudes IV), fill de l'anterior
- 1066-1089: Teobald I, comte de Blois, Meaux i Troyes, fill d'Eudes I

a la seva mort els dos comtats constituents de la Xampanya foren separats:
Comtes de Meaux
1089-1102: Esteve-Enric, comte de Blois i Meaux
1102-1151: Teobald II, comte de Blois i Meaux, comte de Xampanya el 1125, fill de l'anterior
Comtes de Troyes
1089-1093: Eudes V de Troyes, comte de Troyes, fill de Teobald I
1093-1125: Hug I de Xampanya, comte de Troyes, comte de Champagne el 1102, germà de l'anterior

## Comtes de Xampanya
- 1102-1125: Hug I de Xampanya
- 1125-1151: Teobald II de Xampanya, comte de Blois i Meaux, i posteriorment de Troyes, nebot de l'anterior
- 1151-1181: Enric I el Liberal, fill de l'anterior
- 1181-1197: Enric II, rei de Jerusalem, fill de l'anterior
- 1197-1201: Teobald III, germà de l'anterior

casat el 1199 amb Blanca de Navarra

### Reis de Navarra
- 1234-1253: Teobald IV el Trobador, fill de l'anterior
- 1253-1270: Teobald V el Jove, fill de l'anterior
- 1270-1274: Enric III el Gras, germà de l'anterior
- 1274-1305: Joana I, filla de l'anterior

casada el 1284 amb Felipl IV el Bell, rei de França
integració del Comtat de Xampanya a la Corona francesa